# Bianyuzhou-Jangtse-Brücke
Die Bianyuzhou-Jangtse-Brücke ist eine Eisenbahnbrücke über den Jangtse nordwestlich von Jiujiang in China, die 2021 eröffnet wurde. Die Schrägseilbrücke führt die Schnellfahrstrecke Peking–Hongkong und eine parallel verlaufende Strecke für konventionelle Züge über den Fluss. 

## Geschichte
Im März 2015 wurden erste geologische Untersuchungen für die Fundierung der Pylonen durchgeführt. Ende 2017 war das Fundament auf Stahlrohrpfähle für den nördlichen Pylonen der Hauptbrücke fertiggestellt, der im April 2021 die vollständige Höhe erreichte. Im Juni 2021 wurde das letzte Teil des Fahrbahnträgers eingebaut. Am 30. Dezember 2021 wurde die auf der Brücke liegende Hochgeschwindigkeitsstrecke dem Betrieb übergeben.

## Technik

Profil der Bianyuzhou-Jangtse-Brücke

Die Brücke liegt 5,3 km westlich der Jiujiang-Jangtse-Autobahnbrücke, welche die G70 Fuzhou–Yinchuan über den Jangtse führt. Die Eisenbahnbrücke besteht aus einer kleinen Schrägseilbrücke mit einem Pylon über den nördlich der Brillinsel verlaufenden Arm des Jangtses, einem über die Insel verlaufenden Viadukt und der Hauptbrücke über den südlich der Brillinsel verlaufenden Arm des Jangtses. Die 1320 m lange Hauptbrücke wird von zwei Pylonen getragen. Ihre Stützweite beträgt 672 m. 